# Samsung Galaxy A8
Samsung Galaxy A8 — Android-фаблет Samsung. Був випущений у Китаї в липні 2015.
Телефон не випускався у Великій Британії.

## Апаратне забезпечення
Galaxy A8 тонше, ніж інші ранні моделі із серії А, маючи товщину всього 5,9 міліметрів. Інші характеристики включають 5,7 дюймовий 1080p дисплей, 16 МП основну і 5 МП фронтальну камери, восьмиядерний процесор Exynos 5430 або Snapdragon 615, 2GB RAM та акумулятор 3050 mAh. Операційна система — Android 5.1.1 Lollipop.